# Three... Extremes
Three... Extremes (en chino tradicional, 三更2; pinyin, Sāngēng 2. Cantonés; jyutping, Saam gaang yi), (en coreano: hangul, 쓰리, 몬스터, romanización revisada del coreano, Sseuli, Monseuteo), en japonés:  (美しい夜、残酷な朝,  Utsukushī Yoru, Zankokuna Asa?) también conocida como 3 Extremes, es una película antológica de terror de 2004, que consta de tres mediometrajes individuales, coproducidos entre tres países diferentes del este de Asia (China, Japón y Corea del Sur), siguiendo el concepto de su predecesora Three de 2002.

#### Mediometrajes
- Dumplings, dirigida por Fruit Chan de Hong Kong.
- Cut, dirigida por Chan-wook Park de Corea del Sur.
- Box, dirigida por Takashi Miike de Japón.

## Argumentos

### Dumplings
La ex actriz Sra. Li no puede aceptar la perspectiva de perder gradualmente su juventud y belleza. Cuando descubre que su rico marido, diez años mayor que ella, la engaña regularmente con mujeres más jóvenes en sus viajes de negocios, visita a la Sra. Mei, cuyas bolas de masa chinas se dice que tienen un efecto rejuvenecedor. Sin embargo, el relleno de este misterioso alimento son fetos humanos, que Mei recibe de una amiga enfermera en una clínica de abortos. Aunque al principio la Sra. Li se horroriza al descubrir el ingrediente secreto de los dumplings, continúa su cuestionable terapia sin inmutarse. Nada puede impedirle alcanzar su objetivo de escapar del envejecimiento. Sin embargo, se impacienta y decide acelerar el proceso, presionando a Mei a encontrar un feto de cinco meses, que se supone que tendrá un efecto aún más potente. Esto desembocará en una serie de sucesos que obligarán a Mei a huir de su apartamento, debido a que empieza a ser investigada por la policía. La Sra. Li se queda sin suministro de dumplings y dispuesta a cualquier cosa por el elixir de la eterna juventud, se enfrentará a decisiones con consecuencias irreversibles.

### Cut
El exitoso director coreano Ryu regresa a casa por la noche después de un agotador día de rodaje de una película de terror. En casa, un antiguo extra, primero lo abruma y después lo deja inconsciente. Cuando despierta, se encuentra atado con gomas elásticas en el set de su última película. Frente a él descubre a su esposa amordazada, una conocida pianista, que está fijada a un piano con innumerables cables y pegamento. El extraño, con un odio desenfrenado hacia el director, inmediatamente corta con un hacha varios dedos de la mano izquierda de la indefensa prisionera. Luego expresa su provocativa visión del mundo, del cual piensa, que toda persona famosa y rica es mala, y que las buenas, como él, son un miserable fracaso. Para probar su teoría, fuerza a Ryu a participar en un juego perverso: debe estrangular con sus propias manos a un niño secuestrado, que también se encuentra en la habitación, o de lo contrario a su esposa le irá cortando dedos cada cinco minutos.

### Box
Kyoko, una joven novelista de 25 años, experimenta frecuentemente pesadillas sobre su pasado como artista de circo. Cuando tenía 10 años trabajaba en un circo con su hermana gemela Shoko y su benefactor Higata. Pero Kyoko sentía muchos celos hacia su hermana, debido a que Higata siempre la estaba elogiando. Un día, cuando Shoko estaba entrenando, Kyoko la fuerza y la encierra en una caja. Higata observa el incidente y trata de rescatarla, pero solo sirve para que la caja arda accidentalmente. Desde entonces, Kyoko vive atormentada por la culpa y quiere disculparse con su hermana. También queda extrañamente sorprendida por su editor, Yoshii, que es un doble de Higata, excepto por el hecho de que él se preocupa por ella. Un día, Kyoko recibe una invitación a su antiguo circo, sólo para descubrir la caja que contiene los restos quemados de Shoko.

## Reparto

### Dumplings
- Miriam Yeung como la señora Li.
- Bai Ling como Mei.
- Pauline Lau como la doncella de Li.
- Tony Leung Ka Fai como Lee.
- Meme Tian como Connie.
- Miki Yeung como Kate.

### Cut
- Lee Byung Hun como director.
- Im Won-hee como extraño.
- Kang Hye-jung como esposa del director.
- Yum Jung-ah como actriz en el papel de vampiro.

### Box
- Kyoko Hasegawa como Kyoko.
- Atsuro Watabe como Yoshii/Higata.
- Mai Suzuki como la joven Kyoko.
- Yuu Suzuki como el joven Shoko.

## Lanzamiento
Three... Extremes fue estrenada en cines el 20 de agosto de 2004 en Corea del Sur, el 2 de septiembre de 2004 en Hong Kong y el 4 de mayo de 2005 en Japón. La película recaudó 77.532 dólares en Norteamérica y 1.516.056 dólares en otros territorios, para un total mundial de 1.593.588 dólares. En España se presentó en el Festival de Cine de Sitges de 2004, y fue lanzada en DVD por Manga Films.
 Se editó en DVD en numerosos países por diferentes distribuidoras. Algunas ediciones incluyen contenido extra sobre el making of de los mediometrajes: 
- Dumplings making of. (14:30 min.)
- Cut making of. (21:00 min.)
- Box making of. (18:00 min.)
- The Making of Three... Extremes. (53:20 min.)

También tuvo una película predecesora con el mismo formato titulada Three de 2002,dirigida por Peter Chan, Nonzee Nimibutr, Kim Jee-woon. 

Dumplings el primer mediometraje de Three... Extremes, se amplió y se convirtió en un largometraje con el mismo nombre estrenado en Hong Kong el 19 de agosto de 2004.

## Recepción
En una reseña de CineAsia, Salvador Navarro comento: «En definitiva, una fantástica, sensual y cruel visión del horror desde la perspectiva de tres grandes directores, conformando una auténtica pesadilla, o como reza la película «una crueldad sin concesiones». Tres relatos que intentarán, cada uno a su manera, afectar y desequilibrar la mente de los espectadores. Si queréis pasar un buen rato de tensión e inquietud, pero sin ningún susto típico, ésta es vuestra película».
En una reseña de Katanas y colegialas concluyen que: «Nos encontramos con una cinta de terror asiático contemporáneo que va desde el concepto clásico del género hasta algo completamente diferente. Algo reciente pero que va de camino a convertirse en clásico».
Reseña de Asian Madness: «Three...Extremes es una película que contiene tres grandes historias de terror dirigidas con gusto y acierto. Cada una de ellas es única y original, consiguiendo que el espectador se divierta pasándolo mal a cada minuto. Una de esas recomendaciones que nunca fallan para los amantes del terror. Sin duda, un clásico entre clásicos que nunca olvidaremos».

## Reconocimientos
- 2004 - Festival de Premios Caballo de Oro de Cine de Taipéi. [12]
  - Premio a la mejor actriz de reparto Bai Ling (Dumplings).
  - Nominación al mejor director Fruit Chan (Dumplings).
  - Nominación al mejor montaje Tin Sam-Fat y Chan Ki Hop (Dumplings).
  - Nominación al mejor vestuario y maquillaje Yee Chung-man y Pater Wong (Dumplings).
- 2004 - Festival de Cine de Sitges. [13]
  - Premio al mejor maquillaje Three... Extremes.
  - Nominación a la mejor película Three... Extremes.
- 2005 - Hong Kong Film Award. [14]
  - Premio a la mejor actriz de reparto Bai Ling (Dumplings).
  - Nominación al mejor actor de reparto Tony Leung Ka-fai (Dumplings).
  - Nominación al mejor guion Lilian Lee (Dumplings).
  - Nominación a la mejor fotografía Christopher Doyle [Dumplings).
  - Nominación a la mejor dirección artística Pater Wong y Yee Chung-man (Dumplings).
- 2005 - Hong Kong Film Critics Society Awards. [15]
  - Nominación a la mejor película Dumplings.
  - Nominación al mejor director Fruit Chan (Dumplings).
  - Nominación al mejor actor de reparto Tony Leung Ka-fai (Dumplings).
  - Nominación a la mejor actriz de reparto Bai Ling (Dumplings).
  - Nominación al mejor guion Lilian Lee (Dumplings).